# L'Aiguillon-sur-Mer
L'Aiguillon-sur-Mer je francouzská obec v departementu Vendée v Pays de la Loire.